# Таліска (футболіст)
Андерсон Соуза Консейсан (порт. Anderson Souza Conceição; нар. 1 лютого 1994, Фейра-ді-Сантана, Бразилія), більш відомий як Андерсон Таліска (порт. Anderson Talisca) або Таліска (порт. Talisca) — бразильський футболіст, атакувальний півзахисник та нападник турецького клубу «Фенербахче».

## Клубна кар'єра
Народився 1 лютого 1994 року в місті Фейра-ді-Сантана, штат Баїя. Вихованець футбольної школи клубу «Баїя». Дорослу футбольну кар'єру розпочав 2013 року в основній команді того ж клубу. За неї він дебютував 7 червня 2013 року в матчі з «Корінтіансом», а в наступній грі, з «Сан-Паулу», забив свій перший м'яч.
Після свого дебютного сезону, в липні 2014 року, Таліска він перейшов у португальську «Бенфіку» за 4 млн. євро. Бразилець забив гол у своєму дебютному матчі за цей клуб, а 12 вересня 2014 року оформив свій перший хет-трик. Загалом відіграв за лісабонський клуб наступні два сезони своєї ігрової кар'єри. Більшість часу, проведеного у складі «Бенфіки», був основним гравцем команди і виграв з нею низку національних трофеїв.
24 серпня 2016 року перейшов на правах оренди в турецький «Бешикташ». Відтоді встиг відіграти за стамбульську команду один матч в національному чемпіонаті.
8 липня 2018 року Таліска відправився до оренди в клуб китайської суперліги «Гуанчжоу» на 6 місяців за 5.8 мільйонів євро. У дебютній грі він зробив хет-трік. Цю гру проти «Гуйчжоу Хенфен» його команда виграла з рахунком 4–0. 26 жовтня 2018 року «Бенфіка» дала офіційну заяву про трансфер бразильця до китайського клубу за 19.2 мільйони євро.

## Виступи за збірні
2013 року залучався до складу молодіжної збірної Бразилії, разом з якою став переможцем Турніру в Тулоні. На молодіжному рівні зіграв у 6 офіційних матчах, забив 1 гол.
11 листопада 2014 року тренер національної збірної Дунга викликав Таліску до лав пентакампеонів, щоб замінити Лукаса Моуру в товариських матчах з Туреччиною і Австрією, проте на полі гравець так і не з'явився.

## Титули і досягнення
- Чемпіон штату Баїя (1):

«Баїя» : 2014
- Чемпіон Португалії (2):

«Бенфіка»: 2014–2015, 2015–16
- Володар Суперкубка Португалії (2):

«Бенфіка»: 2014, 2016
- Володар Кубка португальської ліги (2):

«Бенфіка»: 2014–15, 2015–16
- Чемпіон Китаю (1):

«Гуанчжоу Евергранд»: 2019
- Переможець турніру в Тулоні (1):

Бразилія U-20: 2013

### Індивідуальні
- Найкращий бомбардир Кубка португальської ліги: 2015–16 (4 голи)